# Francisco Navarro
Francisco Jesús Navarro Compán, detto Paquito (Siviglia, 10 febbraio 1989), è un giocatore spagnolo professionista di padel.
Soprannominato Paquito o Uragano, ha raggiunto la massima posizione nel ranking nel 2019 con il compagno Juan Lebron, diventanto il primo spagnolo a raggiungere questo traguardo.

## Carriera

### Gli inizi
Ha iniziato a giocare a padel all'età di 5 anni. A 9 anni ha iniziato a partecipare ai suoi primi tornei, classificandosi l'anno successivo al secondo posto della categoria insieme a Jaime Bergareche. All'età di 14 anni disputò un altro campionato mondiale per giocatori della sua età, raggiungendo la finale.
All'età di 16 anni partecipò al successivo campionato del mondo nella categoria juniores, raggiungendo nuovamente la finale. In seguito, fino all'età di 20 anni, iniziò ad allenarsi con Adrián Allemandi e riuscì a conquistare il titolo mondiale Juniores.

### Primi titoli nel WPT
Nel 2012 si è affermato nel circuito professionistico insieme ad Adrián Allemandi, raggiungendo due finali di Master. Nel 2013 ha giocato di nuovo con Jordi Muñoz e nel 2014 ha giocato di nuovo con Adrián Allemandi e anche con Maxi Grabiel, con il quale ha vinto il Master di Valencia battendo in finale i primi al mondo Fernando Belasteguín e Juan Martín Díaz. 
Nel 2015, Matías Díaz è diventato il suo nuovo compagno, raggiungendo il secondo posto nella classifica.

### Numero uno al mondo

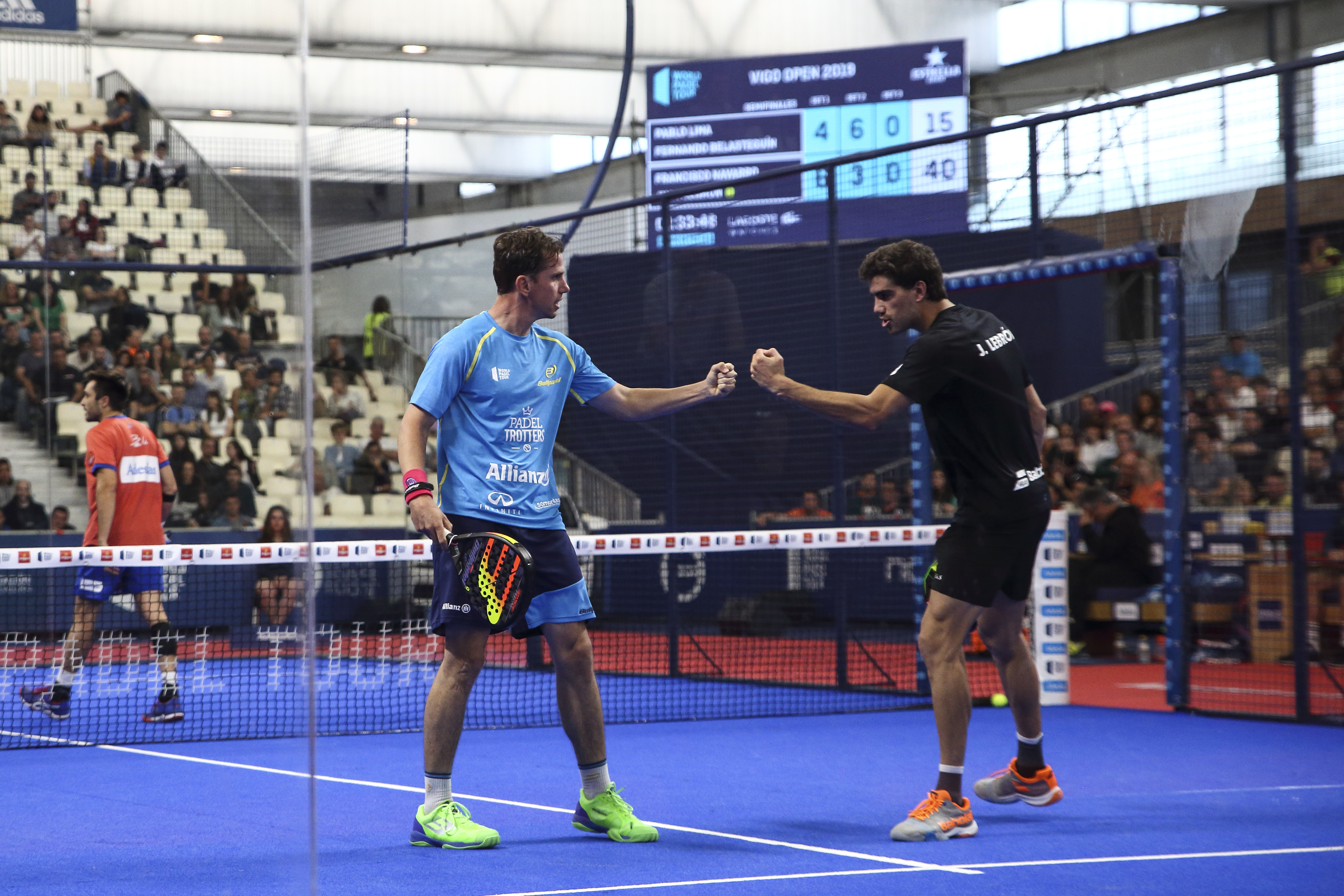
Navarro e Lebrón all'Open di Vigo nel 2019

Per la stagione 2019, Juan Lebron diventa il suo nuovo compagno. Nel primo torneo della stagione al Master di Marbella, hanno raggiunto la finale, persa contro la coppia numero uno 2018 Sánchez-Gutiérrez. Nell'arco successivo della stagione, conquistarono ben cinque tornei: Alicante, Jaén, Valladolid, Bastad e São Paulo. In quest'ultima, dopo essersi qualificato per la finale, la coppia Navarro-Lebrón è diventata la prima del World Padel Tour 2019. Si sono assicurati il primo posto in classifica alla fine della stagione dopo aver raggiunto la finale dell'Open messicano, il penultimo torneo della stagione.